# Amaioua corymbosa
Amaioua corymbosa är en måreväxtart som beskrevs av Carl Sigismund Kunth. Amaioua corymbosa ingår i släktet Amaioua och familjen måreväxter. Inga underarter finns listade i Catalogue of Life.